# Formación Echkar
La Formación Echkar es una formación geológica en Níger, en el centro de África .
Sus estratos que data del Cretácico Tardío (etapa del Cenomaniense, hace unos 93 millones de años). Restos de dinosaurios se encuentran entre los fósiles que se han recuperado de la formación.

## Paleofauna de vértebrados

### Saurópsidos
| Los Saurópsidos de la Formación Echkar | Los Saurópsidos de la Formación Echkar | Los Saurópsidos de la Formación Echkar | Los Saurópsidos de la Formación Echkar | Los Saurópsidos de la Formación Echkar | Los Saurópsidos de la Formación Echkar | Los Saurópsidos de la Formación Echkar |
| Género                                 | Especies                               | Ubicación                              | Posición estratigráfica                | Material                               | Notas                                  | Imágenes                               |
| -------------------------------------- | -------------------------------------- | -------------------------------------- | -------------------------------------- | -------------------------------------- | -------------------------------------- | -------------------------------------- |
| Carcharodontosaurus                    | C.iguidensis                           |                                        |                                        |                                        |                                        |                                        |
| Araripesuchus                          | A.rattoides                            |                                        |                                        |                                        |                                        |                                        |
| Kaprosuchus                            | K.saharicus                            |                                        |                                        |                                        |                                        |                                        |
| Laganosuchus                           | L.thaumastos                           |                                        |                                        |                                        |                                        |                                        |
| Rugops                                 | R.primus                               |                                        |                                        |                                        |                                        |                                        |
| Spinosaurus                            | sp                                     |                                        |                                        |                                        |                                        |                                        |